# Капитка
Капи́тка (біл. капытка) — плоскі вироби з картопляного тіста, спочатку запечені, а потім бланшовані. Національна страва білоруської кухні. Типологічно займає проміжне місце між запіканками, дерунами і таким різновидом галушок як лазанки. Близько споріднена з такими картопляними стравами, як швейцарське ресті та литовський швилпікай.
Назва цього наїдку перекладається з білоруської як «копитце» і обумовлена характерним виглядом готового виробу, який традиційно нарізують плоскими шматочками, що нагадують відбитки ратиць. Слід враховувати, що цим терміном в українській мові можуть позначати також певний різновид білорусько-польських картопляних галушок, але за останніми закріпилась словоформа «копитки».

## Складники
Для приготування капитки необхідні лише картопля, пшеничне або житнє борошно, сіль і розпушувач, за який традиційно править сода, погашена оцтом. Іноді розпушувач замінюють яйцем. Така модифікація виникла під впливом литовської і польської кухонь, з якими білоруська розвивалась у тісному зв'язку. Запікають капитку зазвичай на тваринному жирі — вершковому маслі, салі, смальці.
Цю страву обов'язково подають із засмажкою, сметаною або соусом. За звичаєм, соуси для капитки мають бути негострими, приготованими з традиційних для Білорусі продуктів, наприклад, на основі молока, сметани, грибів, вершкового масла.

## Приготування
Технологія приготування капитки складається з двох етапів. На першому готують власне запіканку, для якої сиру картоплю ретельно подрібнюють. Раніше для цього використовували ручну тертку з дрібними отворами, в сучасній практиці можна скористатися м'ясорубкою або кухонним комбайном. Сік, який овочі виділили при подрібненні, не зливають. У натерту картоплю домішують борошно, сіль і соду, заздалегідь погашену оцтом, або яйце. Картопляне тісто мусить бути густим. Отриману масу розкачують у тонкий пласт, нарізують прямокутниками 4 × 5 см, викладають на деко, змащене вершковим маслом, і запікають у духовці до рум'яної скоринки. Запікання можна замінити смаженням у відкритій сковороді.
На другому етапі отримані вироби занурюють у підсолений бульйон або окріп на 2―3 хвилини, таким чином вони уподібнюються до галушок чи лазанок. В залежності від рідини, в якій бланшують капитку, її розглядають як скоромну або пісну страву. На завершальному етапі готові вироби виймають шумівкою і поливають засмажкою або соусом.
Хоча окремі технологічні прийоми, застосовані в рецептурі капитки, дуже поширені в приготуванні картопляних страв, їх послідовність «запікання → бланшування (варіння)» майже не має аналогів в інших кухнях (зрідка трапляється в рецептах швилпікая). Це робить зазначену страву унікальним здобутком білоруської культури.

## Подавання
Капитку можна подавати за селянською традицією у спільному посуді або за сучасною — в порційних тарілках. В першому випадку її викладають у миску, звідки кожен їдець перекладає на свою тарілку необхідну кількість виробів і присмачує наїдок бажаними додатками, які пропонують окремо. За другим способом кухар заздалегідь розкладає капитку по тарілках, поливає засмажкою або соусом і подає на стіл. Класичний варіант подачі передбачає одночасне використання засмажки з цибулі і шкварок та сметани, яку сервірують в окремому соуснику.
Частіше капитку вживають як самостійну страву, але вона може слугувати гарніром до м'яса. Смак цієї страви добре поєднується з квашеними, маринованими, солоними овочами, з напоїв до неї добре подавати холодне молоко, кисляк тощо.

## Подібні страви
Поширеність продуктів, які використовують в рецептурі капитки, а також органічний розвиток білоруської кухні в тісному зв'язку з кухнями сусідніх країн зумовлюють велику кількість аналогів цієї страви.
Зокрема, на першому етапі приготування картопляної маси відбувається майже так само, як і при готуванні запіканки ресті або порційних дерунів. Водночас сильний ступінь подрібнення, використання картопляного соку, соди та вершкового масла дозволяють отримати більш-менш соковиті напівфабрикати. Цим капитка відрізняється від зазначених страв, які повинні мати виразну текстуру і хрусткість.
Нарізання капитки шматками з наступним бланшуванням уподібнює її до швилпікая з тією різницею, що при готуванні останнього послідовність операцій зворотна: у литовській страві вироби спочатку варять, а потім запікають і лише зрідка можуть піддавати повторному бланшуванню. На відміну від швилпікая капитку ніколи не змащують яйцем перед запіканням, оскільки її рум'яна скоринка розм'якшується під час наступної обробки в рідині.
Нарізання капитки плоскими шматками наближає її до лазанок — страви, яку можна віднести і до галушок, і до макаронних виробів. Втім, лазанки завжди готують без попереднього запікання і лише з борошна, без домішки картоплі. Ще один виріб — картопляні галушки (включно з копитками) — схожі на капитку складом, але мають інакшу форму й також готуються без запікання.
Споріднені страви